# Repedea
Repedea is een Roemeense gemeente in het district Maramureș.
Repedea telt 4904 inwoners.